# Мальгашские узкороты
Мальгашские узкороты (Plethodontohyla) — род лягушек семейства Узкороты. Включает 9 видов, эндемичных для острова Мадагаскар. Назван в честь мальгашей — самого многочисленного народа Мадагаскара.

## Классификация
На ноябрь 2018 года в род включают 11 видов:
- Plethodontohyla alluaudi (Mocquard, 1901)
- Plethodontohyla bipunctata (Guibé, 1974) — Двухглазчатый узкорот
- Plethodontohyla brevipes Boulenger, 1882
- Plethodontohyla fonetana Glaw at al., 2007
- Plethodontohyla guentheri Glaw & Vences, 2007
- Plethodontohyla inguinalis Boulenger, 1882 — Мадагаскарский узкорот
- Plethodontohyla matavy (D'Cruze at al., 2010)
- Plethodontohyla mihanika Vences at al., 2003
- Plethodontohyla notosticta (Günther, 1877) — Серебристополосый узкорот
- Plethodontohyla ocellata Noble & Parker, 1926 — Глазчатый узкорот
- Plethodontohyla tuberata (Peters, 1883) — Шагреневый узкорот